# Turistická značená trasa 7347
 Turistická značená trasa 7347 je 10 km dlouhá žlutě značená trasa Klubu českých turistů v okrese Chrudim spojující Chrudim s turistickými lokalitami okraje Železných hor. Její převažující směr je jižní a posléze severozápadní. Druhá polovina trasy se nachází na území CHKO Železné hory.

## Průběh trasy
Turistická trasa 7347 má svůj počátek v nadmořské výšce 260 m u chrudimského vlakového nádraží společně s červeně značenou trasou 0451 do Třemošnice a modře značenou trasou 1915 do Horního Bradla. S ní vede trasa 7347 z počátku v krátkém souběhu, poté pokračuje ulicemi města a posléze podél železniční trati Pardubice - Havlíčkův Brod k jejímu křížení se silnicí I/37. Z něj pokračuje kolem chrudimského letiště jihovýchodním a posléze jižním směrem po silnici II/340 k osadě Podhůra. Zde opouští silnici a po místní komunikaci stoupá do svahů Železných hor do turistického areálu v okolí rozhledny Bára. Od ní pokračuje lesem dále k jihu, vede v krátkém souběhu s modře značenou trasou 1971 z Rabštejnské Lhoty ke Kočičímu hrádku, kříží její zeleně značenou variantní trasu 4442, aby nakonec klesla k Pernému rybníku na rozcestí se zeleně značenou trasou 4303 ze Slatiňan do Heřmanova Městce. Zde trasa 7347 učiní obrat téměř o 180 stupňů a podél potoka Podhůry vyráží přibližně k severozápadu. Na okraji lesa opustí potok a po zpevněné polní cestě pokračuje do Rabštejnské Lhoty. Bezprostředně před ní míjí přírodní památku Na skalách, v obci pak prochází přes rozcestí s již výše zmíněnou zde končící modře značenou trasou 1971. Za obcí vystoupá na vrch Dubinec, kde mění směr na severní, a pokračuje lesní a posléze polní cestou na jižní okraj Sobětuch, kde končí na rozcestí opět s červeně značenou trasou 0451.

## Historie
Úvodní úsek z Chrudimi k Pernému rybníku je starší, úsek od Perného rybníka na Dubinec byl vyznačen později, nejmladší je úsek z Dubince ke koncovému rozcestí, který vznikl po přeložení trasy 0451 západněji, jež jej původně využívala.

## Turistické zajímavosti na trase
- Letiště Chrudim
- Rozhledna Bára s přilehlým sportovně-turistickým areálem
- Menhir Strážce brány Železných hor
- Lesní tělocvična
- Kochánovické rybníky
- Přírodní památka Na skalách
- Zvonička v Rabštejnské Lhotě